# Sinagoga u Srijemskoj Mitrovici
Sinagoga u Srijemskoj Mitrovici, postojala od 1904. do 1941. godine.
Na inicijativu rabina vinkovačkog Salamona Neumanna i zaslugom predstavnika židovske bogoštovne općine iz Srijemske Mitrovice, odnosno općinskog odbora (Josip Fleischman, Isidor Pollak, Herman Pesing, Jakob Braun, Eduard Alt, Herman Hirth, Salomon Hernfeld i Emanuel Hirth), skupljena su sredstva iz donacija za izgradnju nove sinagoge ("templa"). Sinagoga je dovršena 1904. godine i nalazila se preko puta mitrovačke gimnazije. Pored same gimnazije nalazila se i židovska osnovna škola „Palestina“ čije ime se i danas spominje a do nje stan za kantora.
Prvi rabin koji je djelovao na teritoriji ove općine bio je Jakob Mogan koji je povremeno dolazio iz Slavonskog Broda 1892. godine. Prije njega vjersku službu obavljali su kantori Wolf Kleinwald (umro 1882.), Leopold Weissberg, Salomon Reissman (od 1883. do 1899.), Salomon Schwartz, Mozes Đalovski iz Đakova, Jakob Lebovitz (nastavio rad u Inđiji) i njegov sin Hirsch Lebovitz do Prvoga svjetskog rata. Također do izbora prvog rabina Hermana Gertnera, službu je obavljao i vinkovački Rabin Mavro Frankfurter. Smrću Rabina Gertnera, vjersku službu do 1941. obavljao je posljednji kantor Herman Weissberg (preminuo u vagonu transporta za Auschwitz).
Početkom Drugoga svjetskog rata, sinagoga je zatvorena i zapečaćena, ali je početkom kolovoza počela pljačka i odnošenje svih dragocjenosti iz sinagoge, skidan je crijep i drvene grede, njeno devastiranje. Minirana je i potpuno uništena u snažnoj eksploziji 6. kolovoza 1941. godine.